# مهاجرت ماهیان

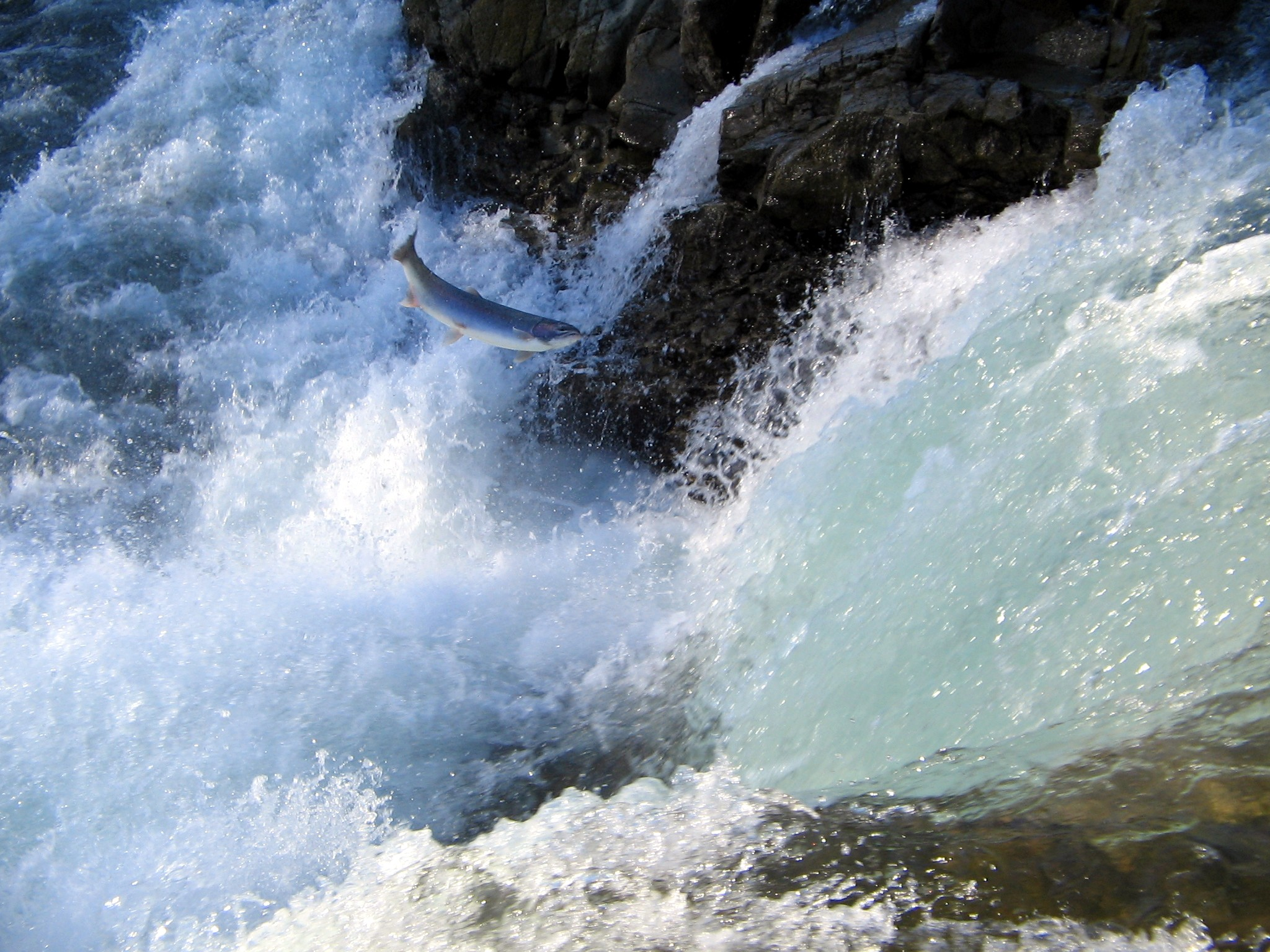
رودخانه با ماهی

یک دسته از مهاجرت ماهیان  یا کوچ ماهیان، به‌صورت روزانه و اغلب توسط ماهیان لُجه‌ای (پلاژیک) مانند فانوس‌ماهیان انجام می‌شود که به لایه‌های بالایی و پایین آب مهاجرت می‌کنند که مهم‌ترین عامل این مهاجرت‌های روزانه در آنها تغذیه می‌باشد؛ که بهترین شرایط نوری برای تغذیه این ماهیان پیش از طلوع و پس از غروب آفتاب (رژیم نوری انتقالی) می‌باشد. همچنین با نزدیک شدن فعالیت‌های تولیدمثلی یا در اثر تغذیه یا به هم خوردن و تغییر شرایط محیطی و برطرف کردن انگل‌های خارجی، مهاجرت‌هایی در ماهیان صورت می‌گیرد. این نوع مهاجرت‌ها هم در دریا و هم رودخانه‌ها و هم با تغییر مکان بین این دو ناحیه انجام می‌گیرد.
کوچ میان‌بوم‌سازگانی ماهیان بر سه دسته هستند:
تراکوچ: این ماهیان کوچ‌روهای حقیقی بین دریا و آب شیرین هستند که به سه زیرگروه شامل:
الف) رودکوچ: محل زیست این ماهیان در دریا بوده و برای تولیدمثل به رودخانه مهاجرت می‌کنند، به آنها فرازرو گویند. مانند آزادماهیان و ماهیان خاویاری و ماهی سفید دریای خزر و ماهی صبور در جنوب که برای تخم‌ریزی وارد رودخانه کارون می‌شود.
ب) دریاکوچ: ماهیانی هستند که در رودخانه زیست نموده و برای تخم‌ریزی به دریا مهاجرت می‌کنند به آنها پایین‌رو گویند مانند مارماهی مهاجر (Anguilla anguilla) که ۳۰۰۰ کیلومتر مسیر را پیموده و به دریای سارگاسو مهاجرت می‌کند. این ماهی پس از تخم‌ریزی می‌میرد.
ج) دوگانه‌کوچ: این ماهیان در آب شور یا شیرین زندگی می‌کنند و بین دو محیط در رفت‌وآمد هستند و هدف آنها تولیدمثل نبوده بلکه برای تغذیه یا برآوردن دیگر نیازهای زیستی این مهاجرت‌ها را انجام می‌دهند مانند گاوماهیان و کوسه گاوی (Carcharhinus leucas).
اما دو نوع درون‌کوچی ماهیان نیز وجود دارد که عبارتند از:
- درون‌رودکوچ:[۱۰] ماهیانی که دارای این نوع مهاجرت هستند، در آب شیرین زندگی می‌کنند و در همان‌جا از قسمت پایین دست و بالادست رودخانه مهاجرت را انجام می‌دهند مثل قزل‌آلای رنگین‌کمان.

- اقیانوس‌کوچ:[۱۱] این ماهیان در دریا زیست نموده و در خود دریا مهاجرت‌هایی را به سمت آبهای آزاد یا ساحلی انجام می‌دهند مانند کفال ماهیان، شگ‌ماهیان مانند هرینگ (Clupea harengus)، ماهیان تن، گیش‌ماهیان، ماهی زالون در شمال.